# Hinderlaag op de Khaiberpas

De ligging van Pakistan in Azië.

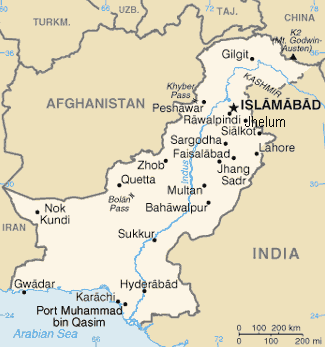
Een overzichtskaart Pakistan.

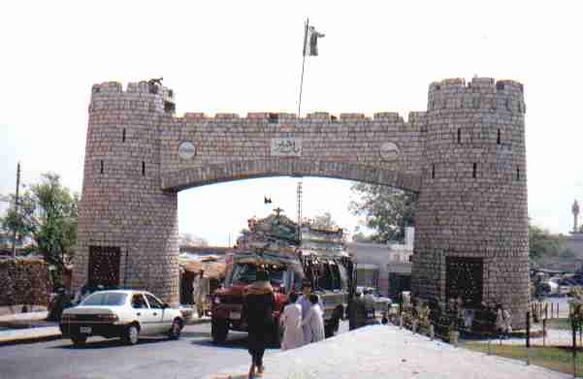
De Khyberpas bij Pesjawar in Pakistan.

Hinderlaag op de Khaiberpas is een spionageroman van auteur Gérard de Villiers en het 72e deel uit de S.A.S.-reeks met als protagonist de Oostenrijkse prins en freelance CIA-agent Malko Linge.

## Het verhaal
De CIA-agent Bruce Kearland ligt zwaargewond in het ziekenhuis van Pesjawar in Pakistan. Hij is tevens de organisator van een topconferentie tussen Amerika en Afghaanse stamleiders over de bezetting van Afghanistan door de Sovjet-Unie.
Omdat Kearland in het ziekenhuis ligt moet Malko de conferentie tot een succesvol einde brengen maar dit is nog niet eenvoudig in een werelddeel waar stammen elkaar onderling wantrouwen en elk incident kan escaleren tot een stammenoorlog.
Malko reist over de Khyberpas naar Afghanistan om de stamhoofden van zijn goede bedoelingen te overtuigen.

## Personages
- Malko Linge, een Oostenrijkse prins en CIA-agent;
- Bruce Kearland, een CIA-agent gestationeerd in Pakistan.